# Der Sturm (czasopismo)
Der Sturm – czasopismo poświęcone sztuce ekspresjonizmu, ukazujące się w Berlinie w latach 1910–1932, początkowo jako tygodnik, później dwa razy w miesiącu.
Pierwszy numer ukazał się 3 marca 1910 roku z podtytułem „Tygodnik poświęcony kulturze i sztuce”. Wydawcą był Herwarth Walden, który wraz ze swoją pierwszą żoną Else Lasker-Schüler mieszkał w Berlinie-Wilmersdorfie przy Katharinenstraße 5. Czasopismo popierało wszystkie kierunki ówczesnej awangardy: dadaizm, futuryzm, ekspresjonizm i kubizm. Środowisko skupione wokół czasopisma utworzyło grupę artystyczną o tej samej nazwie.
Do grona współpracowników należeli literaci, m.in.: Peter Altenberg, Max Brod, Richard Dehmel, Anatole France, Knut Hamsun, Arno Holz, Karl Kraus, Selma Lagerlöf, Else Lasker-Schüler, Alfred Lichtenstein, Adolf Loos, Heinrich Mann, Paul Scheerbart i René Schickele. Wydawano też albumy dzieł Oskara Kokoschki, monografie Wasila Kandinskiego i pisma Herwartha Waldena, poświęcone teorii sztuki. Obrazy związanych z czasopismem artystów ukazywały się też w formie pocztówek.
Czasopismo „Der Sturm” stało się ośrodkiem wielu inicjatyw artystycznych. W roku 1912 powstała galeria Sturmu, w roku 1917 księgarnia Sturmu, w roku 1918 scena Sturmu, a w roku 1916 założono szkołę artystyczną Sturmu w której wykładali m.in. Oskar Kokoschka i Wassily Kandinsky oraz malarze z grup Die Brücke i Der Blaue Reiter.
Powiązania „Sturmu” z awangardą francuską, które uległy podczas I wojny światowej zerwaniu, zostały wznowione po jej zakończeniu, lecz już w mniejszym zakresie.
Po dojściu do władzy Hitlera twórczość środowiska została zaliczona do „sztuki zdegenerowanej”.
W roku 1970 wydawnictwo Kraus w Liechtensteinie wydało reprinty wszystkich zeszytów czasopisma.

## Literatura
- Georg Brühl: Herwarth Walden und „Der Sturm”. DuMont, Köln 1983, ISBN 3-7701-1523-6.
- Herwarth Walden: Einblick in die Kunst. Der Sturm, Berlin 1924.